# Rozciągłość równoleżnikowa
Rozciągłość równoleżnikowa – różnica długości geograficznych:  punktu wysuniętego najdalej na zachód i punktu wysuniętego najdalej na wschód. Rozciągłość równoleżnikowa jest określana w kierunku równoleżnikowym, a wyznaczana przez południki obu skrajnych punktów.
Rozciągłość równoleżnikową obliczamy w ten sposób (na przykładzie Afryki):
- najdalej na wschód wysunięty punkt Afryki: 51°23'E – przylądek Hafun
- najdalej na zachód wysunięty punkt Afryki: 17°31'W – przylądek Almadi

Oba punkty leżą na różnych półkulach względem południka zerowego, więc  wartości południków przechodzących przez te skrajne punkty dodajemy do siebie:
51°23' + 17°31' = 68°54' – rozciągłość równoleżnikowa Afryki w stopniach
Jednak kiedy najbardziej wysunięte punkty znajdują się na takiej samej półkuli geograficznej (zachodniej albo wschodniej), wartości długości geograficznej odejmujemy je od siebie.
Odległości między południkami rosną im bliżej do równika i maleją im od niego dalej. Dlatego nie można określić rozciągłości równoleżnikowej w kilometrach bez wiedzy, jaka jest odległość między południkami w danych 
miejscach.